# Крымский сельский совет (Крым)
Крымский сельский совет (укр. Кримська сільська рада, крымскотат. Avel köy şurası) — согласно законодательству Украины — административно-территориальная единица в Сакском районе Автономной Республики Крым.
Население сельсовета по переписи 2001 года — 2809 человек; площадь — 100 км².
К 2014 году состоял из 4 сёл:
- Крымское
- Валентиново
- Игоревка
- Степное

## История
Крымский сельский совет был образован, согласно сборнику «Города и села Украины. Автономная Республика Крым. Город Севастополь. Историко-краеведческие очерки», в 1935 году и на 1940 год он уже существовал в составе Сакского района (при этом село Крымское до 18 мая 1948 года продолжало называться Авель). В первые послевоенные годы сёла подчинялись Темеш-Вакуфскому сельсовету, время восстановления Крымского пока не установлено. С 25 июня 1946 года сельсовет в составе Крымской области РСФСР, а 26 апреля 1954 года Крымская область была передана из состава РСФСР в состав УССР.
Время переподчинения Симферопольскому району пока не установлено: на 15 июня 1960 года совет значится в его составе с 8 подчинёнными селами:

| - Валентиново, - Зерновое, - Игоревка, - Крымское, | - Низинное, - Новомихайловка, - Ровное, - Степное |

Время возвращения в Сакский район точно неизвестно, возможно, это произошло вследсивие указа Президиума ВС УССР «О внесении изменений в административное районирование УССР — по Крымской области» от 1 января 1965 года — на 1 января 1968 года сельский совет в Сакском районе. К тому времени было упразднено Ровное, к 1977 году — Новомихайловка. 8 февраля 1988 года из сёл Зерновое и Низинное был образован Зерновский сельсовет и совет обрёл современный состав.
С 12 февраля 1991 года сельсовет в восстановленной Крымской АССР, 26 февраля 1992 года переименованной в Автономную Республику Крым. С 21 марта 2014 года в составе Крыма аннексирован Россией. Законом «Об установлении границ муниципальных образований и статусе муниципальных образований в Республике Крым» от 4 июня 2014 года территория административной единицы была объявлена муниципальным образованием со статусом сельского поселения.